# كأس نيوزيلندا 1927
كأس نيوزيلندا 1927 (بالإنجليزية: 1927 Chatham Cup)‏ هو موسم من كأس نيوزيلندا. فاز فيه Ponsonby AFC ‏.